# Örebro Läns Folkmusikförbund
Örebro Läns Folkmusikförbund bildades 1928 och är ett av de spelmansförbund som utgör Sveriges Spelmäns Riksförbund. ÖLFM har till uppgift att främja folkmusiken inom Örebro län. Folkmusikförbundet dokumenterar och verkar för att sprida den gehörstraderade folkmusik och de folkmusiksamlingar som finns upptecknade i länet. Man verkar också för att medlemmarna ska komponera musik i folklig stil och syftar även till att föra ut folkmusiken i samhället så att den lever och utvecklas i konkurrens och samlevnad med andra genrers musik.

## Verksamhet
Rent konkret bidrar ÖLFM till länets folkmusikliv genom att arrangera spelmansstämmor, kurser, utbyten med andra folkmusikentusiaster, ge ut medlemstidningen "Stämning" och vara folkmusikalisk kontaktförmedlare. Stämman i Siggebohyttan tillhör landets äldsta spelmansstämmor. Wadköpingsstämman arrangeras i samarbete med folkmusikföreningen FELAN och Örebro kommun. ÖLFM har en hemsida - 
Örebro Läns Folkmusikförbund samarbetar med bland andra Svenska Folkdansringens Örebrodistrikt och FELAN, Örebro läns museum, Örebro kommun, Bilda, NBV med flera. Örebro Läns Folkmusikförbund hade år 2011 drygt 200 medlemmar.

## Svenska Låtar i Närke
I det stora folkmusikverket Svenska Låtar är Närke representerat av en samling spelmän som var verksamma främst under andra hälften av 1800-talet och första hälften av 1900-talet.
- Från Snavlunda:
  - Johan Fredrik Grönkvist, Svinnersta
  - Johan Andersson, Björkelund
- Lerbäck:
  - Carl Viktor Rulin, Folketorp
- Asker:
  - Harry Hellström, Brevens bruk
  - Alfred Vilhelm Vikström, Brevens bruk
  - Anders Petter Östlund, Brevens bruk
  - Karl August Karlsson, Brevens bruk
- Hidinge:
  - Per Erik Ohlsson
- Tysslinge:
  - Erik August Sellin, Norra Holmstorp
- Lillkyrka:
  - Einar Olsson, S.Åsta
- Ringkarleby:
  - Carl Gustaf Holmberg
- Götlunda:
  - Erik Linus Danielsson

## Ordförande i Örebro Läns Folkmusikförbund
- 1928-1947: E. Marcus Nilsson, Närkes Kil
- 1947-1956: Einar Olsson, Lillkyrka
- 1956-1972: Bertil Rydberg, Vintrosa
- 1972-1990: Gunnar Kärnheim, Örebro
- 1990-1992: Helene Gärdevåg, Stora Mellösa
- 1993-1999: Jeanette Landberg, Kopparberg
- 1999-2002: vakant
- 2003-2011: Andreas Svensson, Glanshammar
- 2011-2016: Gunnel T Sandberg, Nora
- 2016-2018: Birgitta Linder, Örebro
- 2018-2020: Erik Zaunschirm, Dyltabruk
- 2020-2021: Erik Zaunschirm, Dyltabruk och Birgitta Linder, Örebro
- 2021-2022: Erik Zaunschrim, Dyltabruk
- 2022-: Birgitta Linder, Örebro